# Moto Guzzi Bellagio
La Moto Guzzi Bellagio è una motocicletta prodotta dalla casa motociclistica italiana Moto Guzzi a partire dal 2007 fino al 2014.

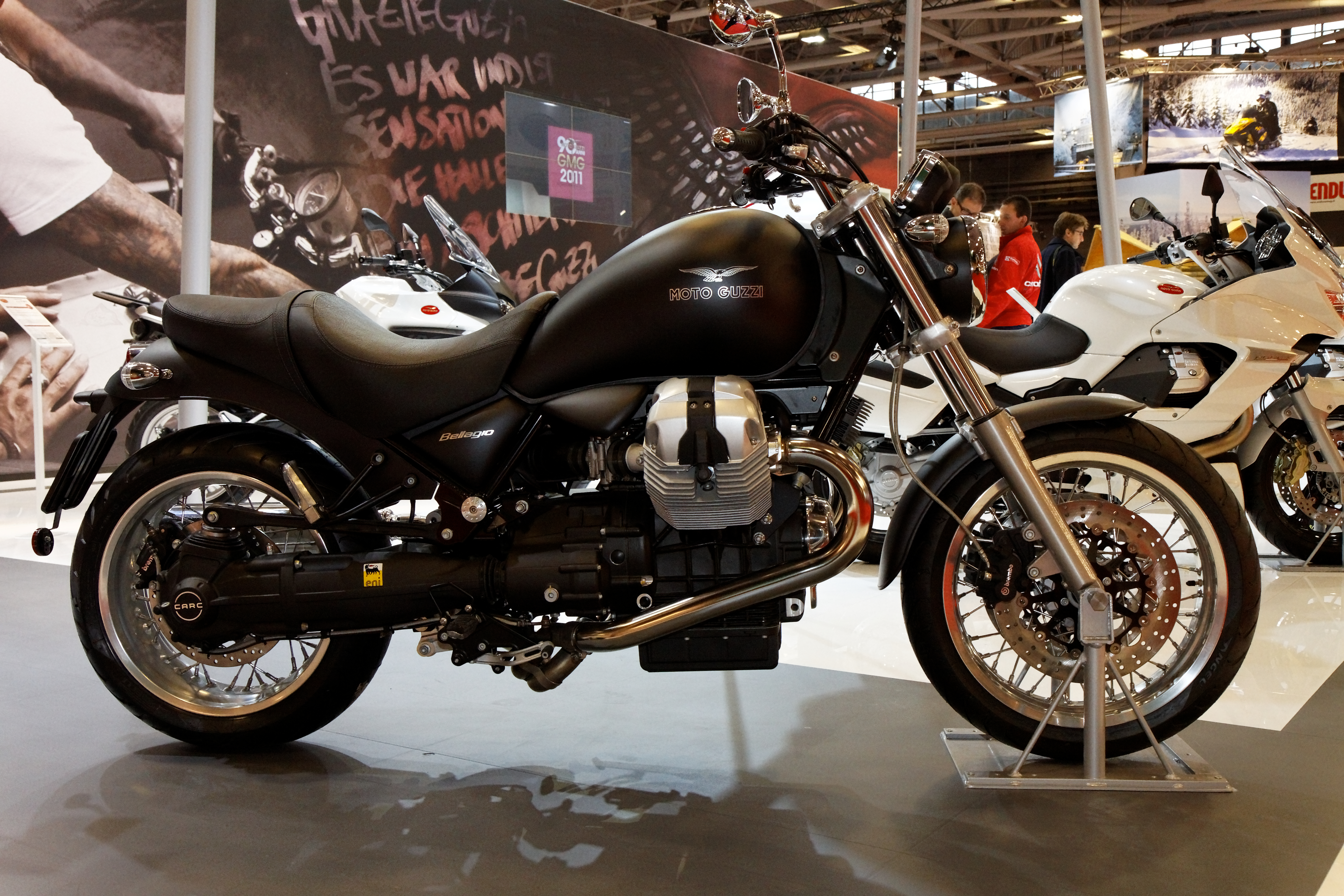
Bellagio 940 Aquila Nera

## Descrizione e tecnica
Presentata nel 2007, come per le altre Moto Guzzi il motore è un bicilindrico a V longitudinale di 90° a quattro tempi raffreddato ad aria, che in questo caso è totalmente nuovo e dalla cilindrata di 936 cm³. È dotato di due valvole per cilindro, controllate da un singolo albero a camme situato sopra l'albero motore e azionate tramite aste e bilancieri. L'accensione avviene attraverso due candele per cilindro. L'alternatore è presente sulla parte anteriore dell'albero motore. Il sistema di alimentazione è affidata a un sistema di iniezione elettronica indiretta multipoint della Marelli accoppiato a due corpi farfallati da 40 mm. La potenza è di circa 75 CV.
La frizione monodisco a secco è abbinata ad un cambio a sei marce. La trasmissione è affidata tramite un albero cardanico, integrata nella sospensione CARC. La sospensione anteriore prevede una forcella telescopica Marzocchi da 45 mm, mentre al posteriore utilizza una sospensione monobraccio CARC con monoammortizzatore. I cerchi sono a raggi, anteriore Tagasako-Excel e posteriore Behr, e montano due pneumatici rispettivamente 120/70-18" e 180/55-17". All'avantreno sono presenti due dischi freno flottanti da 320 mm e al retrotreno un disco singolo da 282 mm.

### Bellagio 940 Aquila Nera
Nel 2010 è stata introdotta una versione chiamata Aquila Nera, caratterizzata da alcune modifiche, una dotazione più ricca e finiture di colore nero per varie componenti.